# Andreaskirche (Großbettlingen)

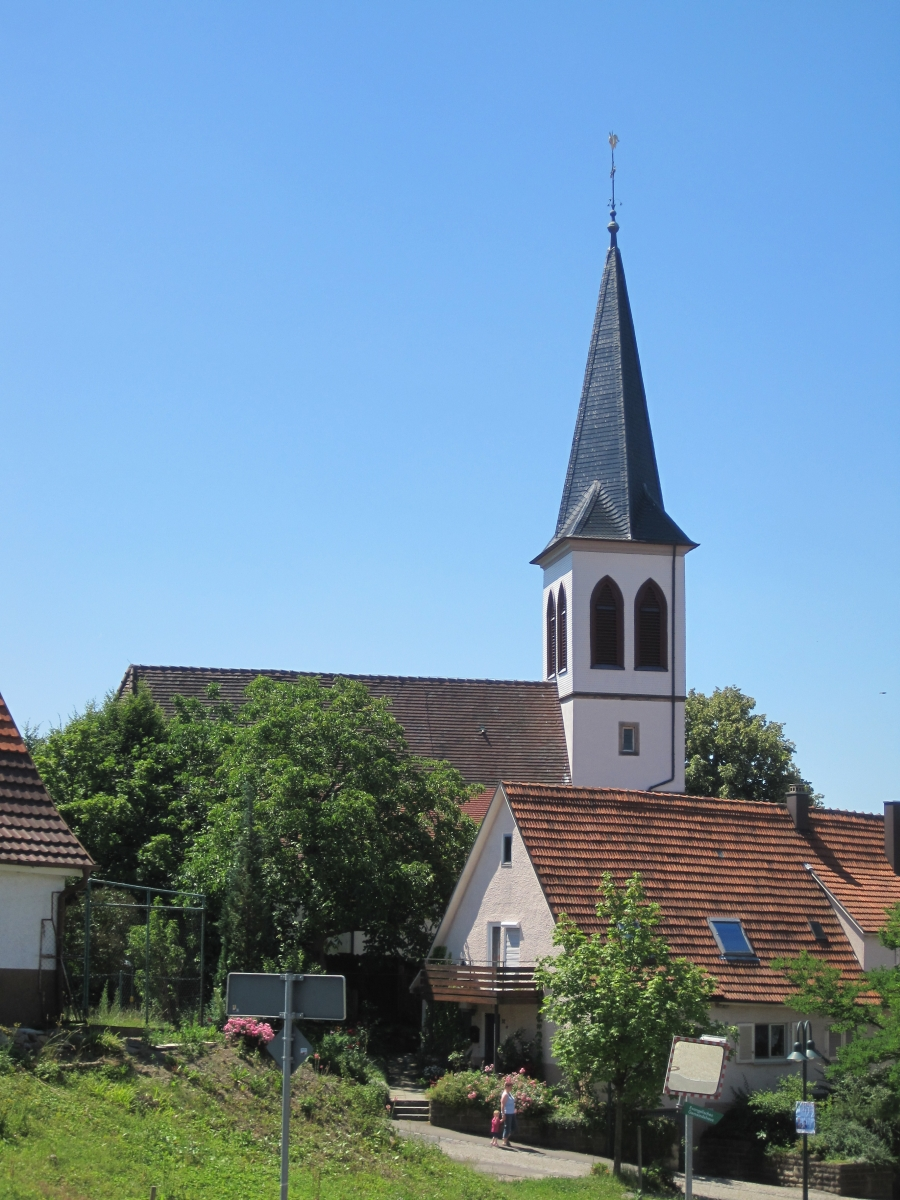
Andreaskirche in Großbettlingen

Die evangelische Andreaskirche steht in Großbettlingen, einer Gemeinde im Landkreis Esslingen in Baden-Württemberg. Die Kirchengemeinde gehört zum Kirchenbezirk Nürtingen der Evangelischen Landeskirche in Württemberg.

## Beschreibung
Bereits im 8. Jahrhundert wurde an gleicher Stelle eine Holzkirche errichtet. Im Jahr 1497 wurde mit dem Neubau der heute bestehenden Kirche begonnen. Ein besonderes Merkmal der Kirche ist das Netzrippengewölbe des im Spitzbogen geöffneten Chors. Es ruht auf Konsolen, die mit Brustbildern von Aposteln geschmückt sind. Die Schlusssteine aus der Zeit um 1520 zeigen über einem Wappenschild den Kirchenheiligen Andreas und Maria mit dem Jesuskind.
1984 wurden bei Renovierungsarbeiten Wandmalereien aus dem 15. Jahrhundert freigelegt. Diese hängen heute an den Wänden im Chorraum und der Empore. Auf den Gemälden sind biblische Geschichten dargestellt.